# Antiparal·lelisme (bioquímica)
En bioquímica, dues molècules són antiparal·leles si s'estenen l'una al costat de l'altra en direccions oposades.
En l'ADN, el carboni 5' es troba a dalt de la cadena líder, mentre que el carboni 3' es troba a la secció inferior de la cadena retardada. Els nucleòtids són similars i paral·lels, però s'estenen en direccions oposades, i d'aquí ve el nom d'"antiparal·lelisme". L'estructura antiparal·lela de l'ADN és important en la replicació de l'ADN, car separa la cadena líder en una direcció i la cadena retardada en l'altra. Durant la replicació de l'ADN, la cadena líder és replicada contínuament, mentre que la cadena retardada es replica en segments coneguts com a fragments d'Okazaki.